# Ізвездна
Ізвездна́ (рос. Извездная) — присілок у складі Первоуральського міського округу Свердловської області.
Населення — 76 осіб (2010, 39 у 2002).
Національний склад станом на 2002 рік: росіяни — 90 %.